# Evangelicalismo
O evangelicalismo, evangelismo ou cristianismo evangélico é um movimento cristão protestante surgido no século XVII, depois da Reforma Protestante, tornando-se uma vertente organizada com o surgimento, dos metodistas entre os anglicanos, dos puritanos entre os calvinistas e Igrejas Reformadas, ambos na Inglaterra e dos pietistas entre os luteranos na Alemanha e Escandinávia. O movimento tornou-se ainda mais significativo nos Estados Unidos da América durante o Grande Despertamento dos séculos XVIII e XIX, onde conseguiu muito mais membros do que na Europa. O movimento continua a atrair adeptos em nível mundial no século XXI, especialmente no mundo em desenvolvimento. É um movimento que reúne vários submovimentos, sendo os principais o anabatismo, os batistas e os pentecostais.

## Definição

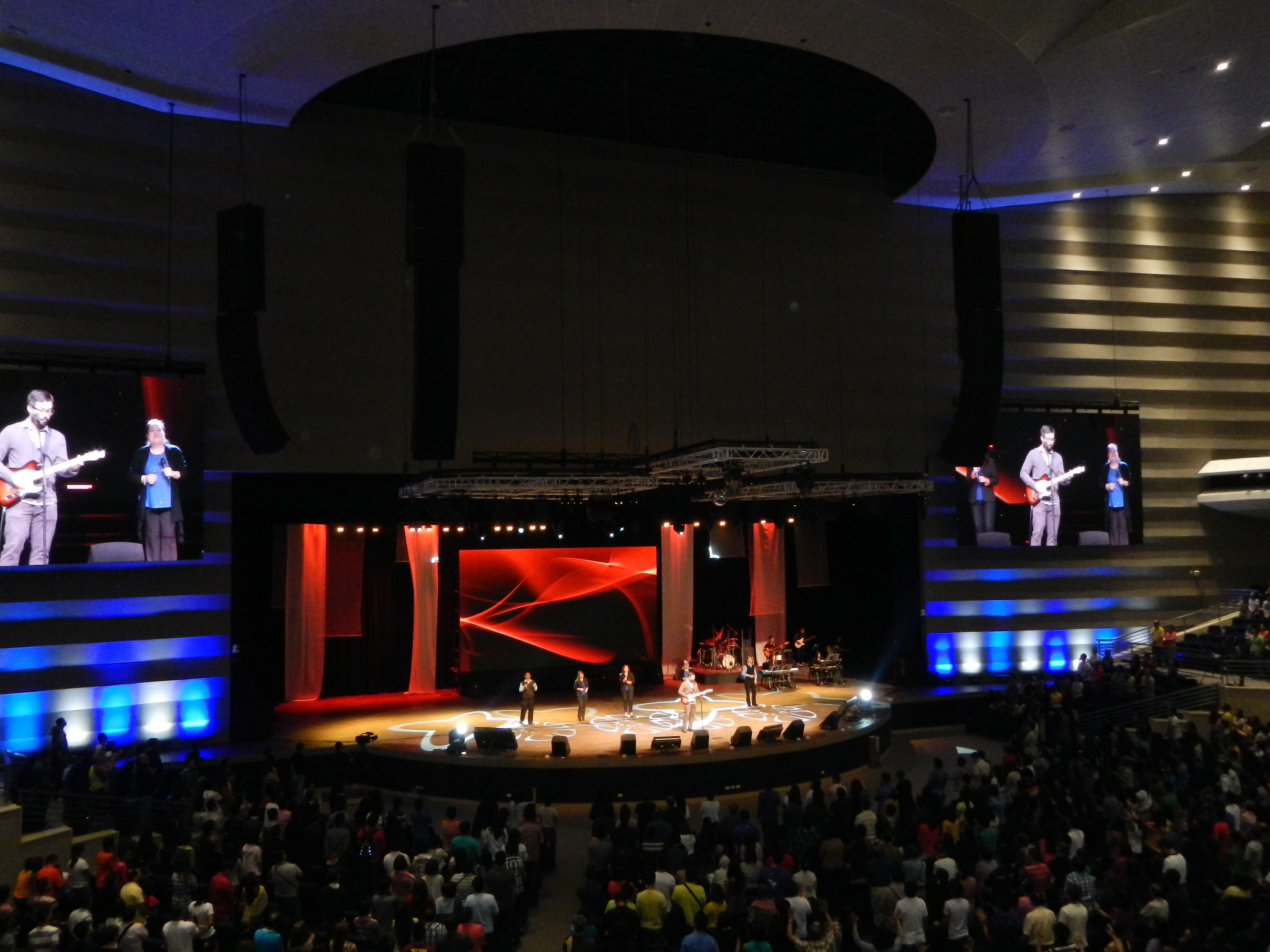
Culto na Christ's Commission Fellowship Pasig, Filipinas, 2014.

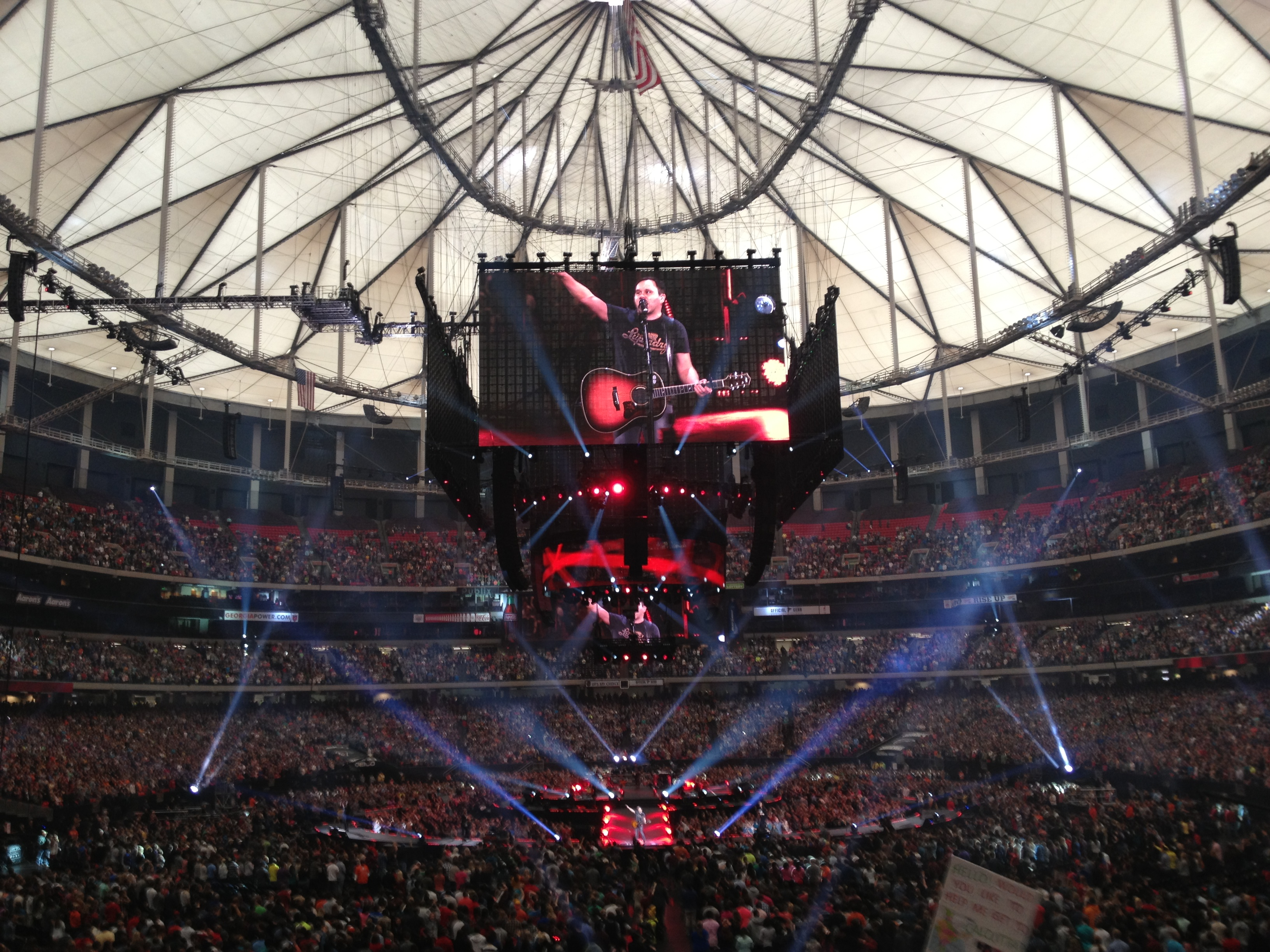
Passion Conferences, um festival de música em Georgia Dome em Atlanta (Geórgia), Estados Unidos, em 2013.

O evangelicalismo desenfatiza o ritual e enfatiza a piedade do indivíduo, exigindo-lhe que cumpra certos compromissos ativos, incluindo:
- A necessidade de conversão pessoal ou de "renascimento";
- Um grande respeito pela autoridade bíblica;
- Ênfase em ensinamentos que proclamam a morte redentora e a ressurreição do Filho de Deus, Jesus Cristo;[3]
- Expressar e compartilhar ativamente o evangelho;

David Bebbington classificou estes quatro aspectos distintivos como conversionismo, biblicismo, crucicentrismo (e ressurreição de Jesus) e ativismo, observando que "juntos, eles formam um quadrilátero de prioridades que é a base do evangelicalismo". Os protestantes evangélicos são diferentes dos protestantes de linha principal (mainlines). Os evangélicos possuem postura mais conservadora, contra o ecumenismo amplo, com maior ênfase no evangelismo e posturas tradicionais contra o liberalismo teológico, ordenação feminina e casamento igualitário, enquanto que os protestantes tradicionais têm uma postura ecumênica, progressista, mais voltada para o trabalho social da igreja. No Brasil a ampla maioria dos protestantes são evangélicos.
O cristianismo evangélico reúne diferentes movimentos de teologia evangélica, sendo as principais correntes a  conservadora, a fundamentalista, a moderada e a liberal. A adesão à doutrina da Igreja de crentes é uma característica comum da definição de uma igreja evangélica no sentido específico. Durante a Reforma Protestante, os teólogos protestantes adotaram o termo como se referindo à "verdade do evangelho". Martinho Lutero referiu-se à "evangelische Kirche" ("igreja evangélica") para distinguir protestantes de católicos da Igreja Católica Romana.

## História

### Origens
Não podemos atribuir o nascimento dos evangélicos a um único evento em particular, mas a  Reforma Protestante principalmente, as guerras do século XVI, o lado de Martin Luther em favor da nobreza alemã, Calvinismo, Arminianismo e Movimentos do Despertar têm sua parte.
Alguns historiadores e teólogos, no entanto, veem que os primórdios do evangelismo são encontrados na Reforma Radical do século XVI, principalmente devido ao credobatismo.
A Aliança Evangélica Mundial fundada por organizações evangélicas de 21 países, na primeira reunião geral da Woudschoten (Zeist) para Holanda em 1951 estabeleceu um confissão de fé comum.
Várias organizações evangélicas inter-religiosas também contribuíram para o desenvolvimento da unidade evangélica. Em estudos bíblicos, Aliança Bíblica Universitária do Brasil e International Fellowship of Evangelical Students. Na ajuda humanitária cristã, World Vision. Também houve o surgimento de várias escolas bíblicas não denominacionais.

### Século XVIII

#### Início
Na década de 1730, o evangelicalismo emergiu como um fenômeno distinto do reavivamento religioso que começou na Grã-Bretanha e na Nova Inglaterra. Enquanto os reavivamentos religiosos ocorriam dentro das igrejas protestantes no passado, os avivamentos evangélicos que marcaram o século XVIII eram mais intensos e radicais. Os revivalismos colocou homens comuns evangélicos e mulheres com confiança e entusiasmo para compartilhar o evangelho e conversão de outros de fora do controlo das igrejas estabelecidas, uma descontinuidade chave com o protestantismo da era anterior.

#### Evolução
A era da evolução da doutrina da segurança se diferenciou do evangelicalismo de antes. Bebbington disse: "O dinamismo do movimento evangélico só foi possível porque seus adeptos foram assegurados em sua fé". Ele continua: "Considerando que os puritanos tinha considerado que a garantia é rara, tarde e o fruto da luta na experiência dos crentes, os evangélicos acreditavam que fosse geral, normalmente dado em conversão e resultado de simples aceitação do dom de Deus. A consequência da forma alterada da doutrina era uma metamorfose na natureza do protestantismo popular. Houve uma mudança nos padrões de piedade, afetando a vida devota e prática em todos os seus departamentos. A mudança, de fato, foi responsável pela criação no evangelicalismo um movimento novo e não apenas uma variação sobre temas ouvido desde a Reforma."

#### Primeiro avivamento
O primeiro avivamento local, ocorreu em Northampton, Massachusetts, sob a liderança do ministro congregacional Jonathan Edwards. No outono de 1734, Edwards pregou uma série de sermões sobre a "justificação pela fé", e a resposta da comunidade foi extraordinária. Sinais de compromissos religiosos entre os leigos aumentaram, especialmente entre os jovens da cidade. O renascimento em última análise, se espalhou para 25 comunidades em Massachusetts ocidental e o centro de Connecticut até que ele começou a minguar até à Primavera de 1735. Edwards foi fortemente influenciado pelo pietismo, tanto que um historiador sublinhou o seu "pietismo americano." Uma prática claramente copiada dos pietistas europeus foi o uso de pequenos grupos divididos por idade e sexo, que se reunia em casas particulares para conservar e promover as frutas de avivamento.

#### Nas universidades
Ao mesmo tempo, os alunos da Universidade de Yale (naquele tempo Yale College) em New Haven, Connecticut, foram também experimentando o avivamento. Entre eles estava Aaron Burr, que se tornaria um ministro presbiteriano proeminente e futuro presidente da Universidade de Princeton. Em Nova Jersey, Gilbert Tennent, outro pastor presbiteriano, estava pregando a mensagem evangélica e instando a Igreja Presbiteriana de salientar a necessidade de ministros convertidos. A primavera de 1735 também marcou eventos importantes na Inglaterra e no País de Gales. Howell Harris, um professor da escola de Gales, teve uma experiência de conversão em 25 de maio, durante um serviço de comunhão. Ele descreveu que recebeu a garantia da graça de Deus, após um período de jejum, o auto-exame, e desespero sobre seus pecados. Algum tempo depois, Daniel Rowl e o pároco anglicano de Llangeitho, do País de Gales, fizeram a conversão experiente também. Os dois homens começaram a pregar a mensagem evangélica para grandes audiências, tornando-se líderes do reavivamento galês metodista. Mais ou menos na mesma época em que Harris havia experimentado a conversão no País de Gales, George Whitefield foi convertido na Universidade de Oxford depois de sua própria crise espiritual prolongada. Whitefield mais tarde comentou: "Sobre este tempo, Deus estava contente para iluminar minha alma, e me trazer para o conhecimento de Sua graça livre, e a necessidade de ser justificado diante dele pelo Pai apenas".

#### Morávios
O colega do Clube Santo de Whitefield e mentor espiritual, Charles Wesley, relatou uma conversão evangélica em 1738. Na mesma semana, o irmão de Charles e futuro fundador do metodismo, John Wesley também foi convertido depois de um longo período de luta na ala. Durante esta crise espiritual, John Wesley foi diretamente influenciado pelo pietismo. Dois anos antes de sua conversão, Wesley tinha viajado para a recém-criada colônia da Geórgia como um missionário da sociedade para promover o conhecimento cristão. Ele compartilhou sua viagem com um grupo, o morávio Brethrenled de August Gottlieb Spangenberg. Os morávios impressionaram Wesley, especialmente a sua crença de que era uma parte normal da vida cristã ter uma garantia de sua salvação. Wesley relatou o seguinte diálogo com Spangenberg em 7 de fevereiro de 1736:
[Spangenberg] disse: “Meu irmão, primeiro tenho de fazer-te uma ou duas perguntas. Tens o testemunho dentro de ti? O Espírito de Deus dá testemunho ao teu espírito de que és um filho de Deus?” Fiquei surpreendido e não sabia o que responder. Ele reparou nisso e perguntou: “Conheces Jesus Cristo?” Fiz uma pausa e disse: “Sei que ele é o Salvador do mundo”. “É verdade”, respondeu ele, “mas sabes que ele te salvou?” Eu respondi: “Espero que ele tenha morrido para me salvar”. Ele apenas acrescentou: “Conheces-te a ti mesmo?” Eu disse: “Conheço-me”. Mas receio que tenham sido palavras vãs.
Wesley finalmente recebeu a garantia de que ele vinha procurando em uma reunião de uma sociedade religiosa em Londres. Enquanto ouve uma leitura do prefácio de Martin Luther ao Epístola aos Romanos, Wesley sentiu-se espiritualmente transformado: "Cerca de um quarto antes das nove, enquanto [o alto-falante] estava descrevendo a mudança que Deus opera no coração mediante a fé em Cristo, eu senti meu coração estranhamente aquecido. Senti a confiança em Cristo, Cristo para a salvação, e uma garantia me foi dada de que ele tinha tirado meus pecados, mesmo os meus, e me salvou da lei do pecado e da morte."
O pietismo continuou a influenciar Wesley, que havia traduzido 33 hinos pietistas do alemão para língua inglesa. Numerosos hinos alemães pietistas se tornaram parte do repertório Inglês Evangélico.
Em 1737, Whitefield tinha se tornado uma celebridade nacional na Inglaterra, onde sua pregação atraiu grandes multidões, especialmente em Londres. Whitfield juntou forças com Edwards para "reavivar a chama do avivamento" nas Treze Colônias, de 1739-1740.

#### As Treze Colônias
Logo os protestantes do Primeiro Grande Despertamento foram para cima e para baixo nas Treze Colônias. Pregadores evangélicos enfatizaram a salvação pessoal e da piedade mais que o ritual e tradição. Panfletos e sermões impressos cruzaram o oceano Atlântico, encorajando os revivalistas. O Despertar resultou na pregação poderosa que deu ouvintes um sentimento de profunda revelação pessoal de sua necessidade de salvação por Jesus Cristo. Afastando-se de rituais e cerimônias, o Grande Despertar fez do cristianismo intensamente pessoal para a pessoa média, promovendo um profundo sentimento de convicção espiritual e redenção, e incentivando introspecção e um compromisso para um novo padrão de moralidade pessoal. Chegou a pessoas que já eram membros da igreja. Ele mudou seus rituais, sua piedade e sua auto-consciência. Para os imperativos evangélicos da Reforma Protestante, do século XVIII cristãos americanos adicionaram ênfases em efusões divinas do Espírito Santo e conversões que implantavam dentro de novos crentes um intenso amor por Deus. O reavivamento encapsulou essas marcas e transmitiu o evangelicalismo recém-criado no início da república.

### Século XIX

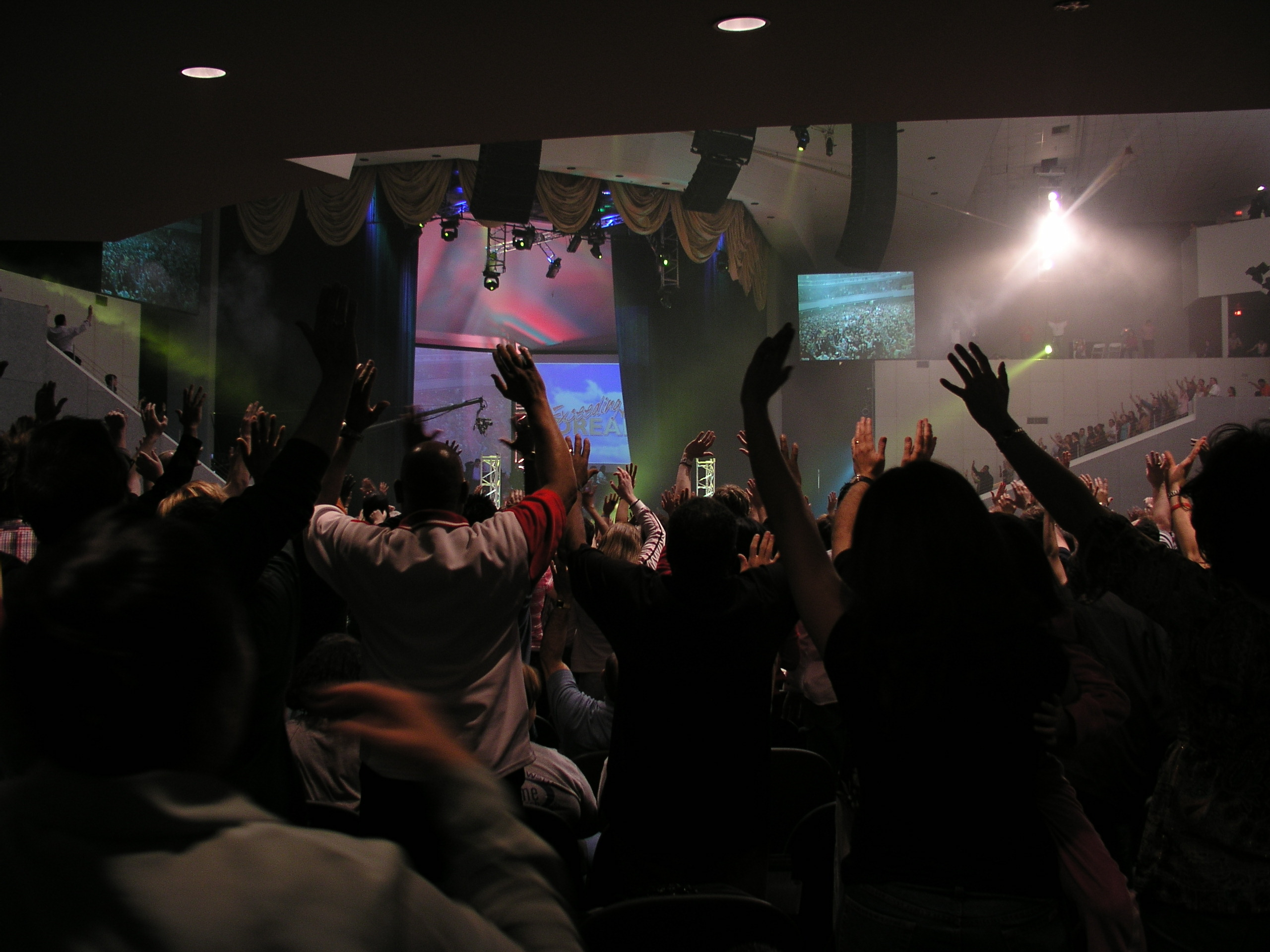
Serviço em Dream City Church em Phoenix, Estados Unidos, afiliada com as Assembleias de Deus, 2007.

O início do século XIX viu um aumento no trabalho missionário e muitas das principais sociedades missionárias foram fundadas em torno deste tempo. Tanto os movimentos evangélicos como a chamada Igreja Alta (as igrejas mais próximas da tradição anglicana) patrocinaram missionários. O Segundo Grande Despertar (que começou em 1790) foi principalmente um movimento revivalista americano e resultou em um crescimento substancial das igrejas metodistas e batistas. Charles Finney foi um pregador importante deste período. Na Grã-Bretanha, além de sublinhar a combinação wesleyana tradicional de "Bíblia, cruz, conversão e ativismo", o movimento revivalista procurou um apelo universal, na esperança de incluir pessoas ricas e pobres, urbanas e rurais, homens e mulheres. Foram feitos esforços especiais para atrair crianças e para produzir literatura de difusão da mensagem de renovação.
A "consciência cristã" foi usada pelo movimento evangélico britânico para promover o ativismo social. Os evangélicos acreditavam que o ativismo do governo e a esfera social era um método essencial para alcançar o objetivo de eliminar o pecado em um mundo mergulhado em maldade.
Os evangélicos na Clapham Sect incluiu figuras como William Wilberforce que fizeram campanha com sucesso para a abolição da escravatura. No final do século XIX, o movimento Santidade revivalista, com base na doutrina da "inteira santificação", tomou uma forma mais extrema na América rural e no Canadá, onde em última instância se separou da Igreja Metodista institucional. Na Grã-Bretanha urbana a mensagem de Santidade foi menos exclusiva e de censura.
John Nelson Darby era um pastor anglicano irlandês do século XIX, que inventou dispensacionalismo moderno, uma interpretação teológica protestante inovadora da Bíblia que foi incorporada no desenvolvimento do evangelicalismo moderno. Cyrus Scofield promoveu ainda mais a influência de dispensacionalismo através das notas explicativas de sua Bíblia de Referência Scofield. De acordo com o estudioso Mark S. Sweetnam, que tem uma perspectiva dos estudos culturais, o dispensacionalismo pode ser definido em termos do seu evangelicalismo, a sua insistência na interpretação literal das Escrituras, seu reconhecimento de estágios no relacionamento de Deus com a humanidade, a sua expectativa do retorno iminente de Cristo para arrebatar seus santos, e seu foco tanto no apocaliptismo como no pré-milenarismo.

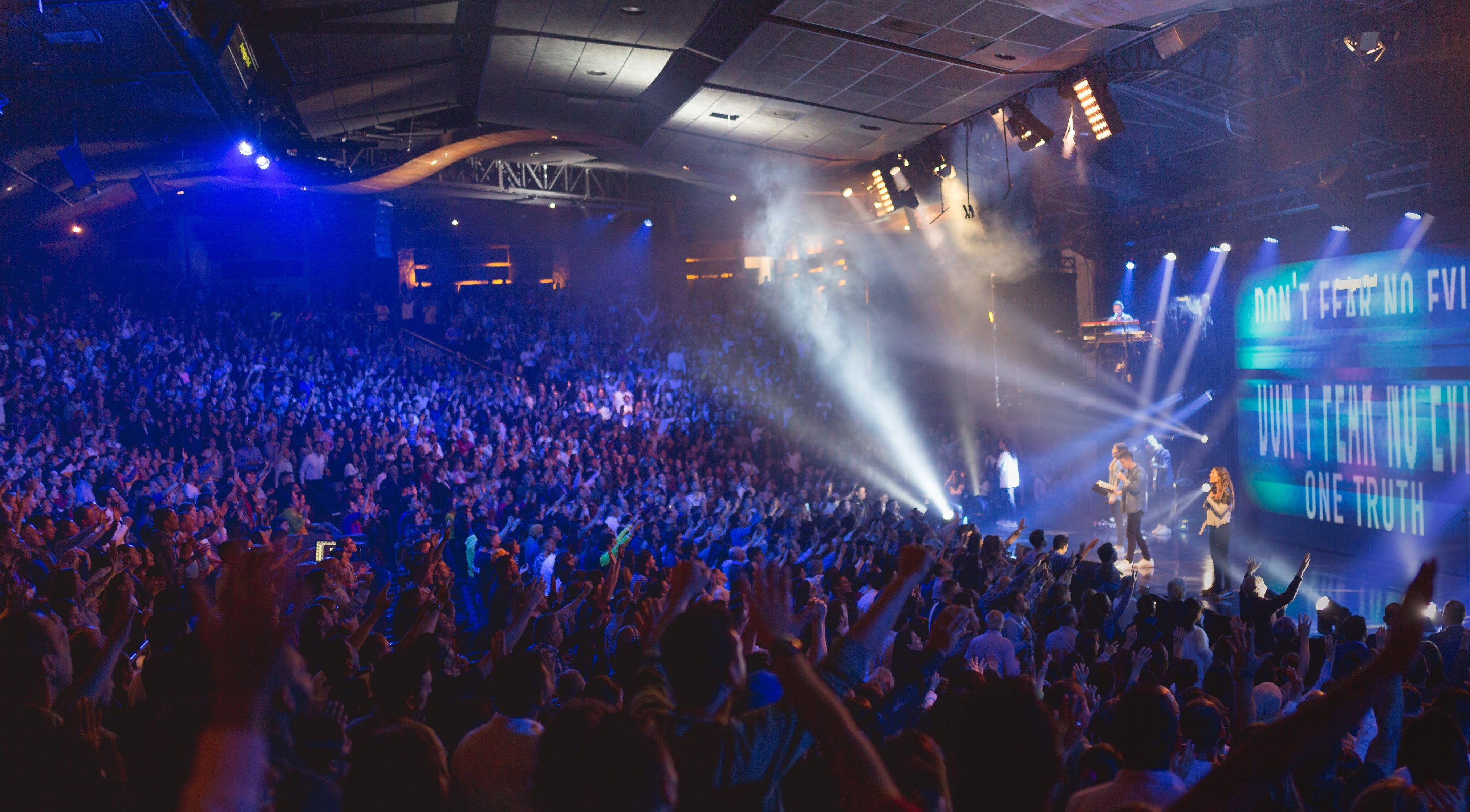
Serviço no El Lugar de Su Presencia, em Bogotá, na Colômbia, 2019.

Figuras notáveis da segunda metade do século XIX incluem Charles Spurgeon, de Londres, e Dwight L. Moody, de Chicago. Sua pregação poderosa atingiu grandes audiências. Uma perspectiva teológica avançada veio dos teólogos de Princeton a partir de década de 1850 à década de 1920, como de Charles Hodge, Archibald Alexander e BB Warfield.

## Características

### Crenças

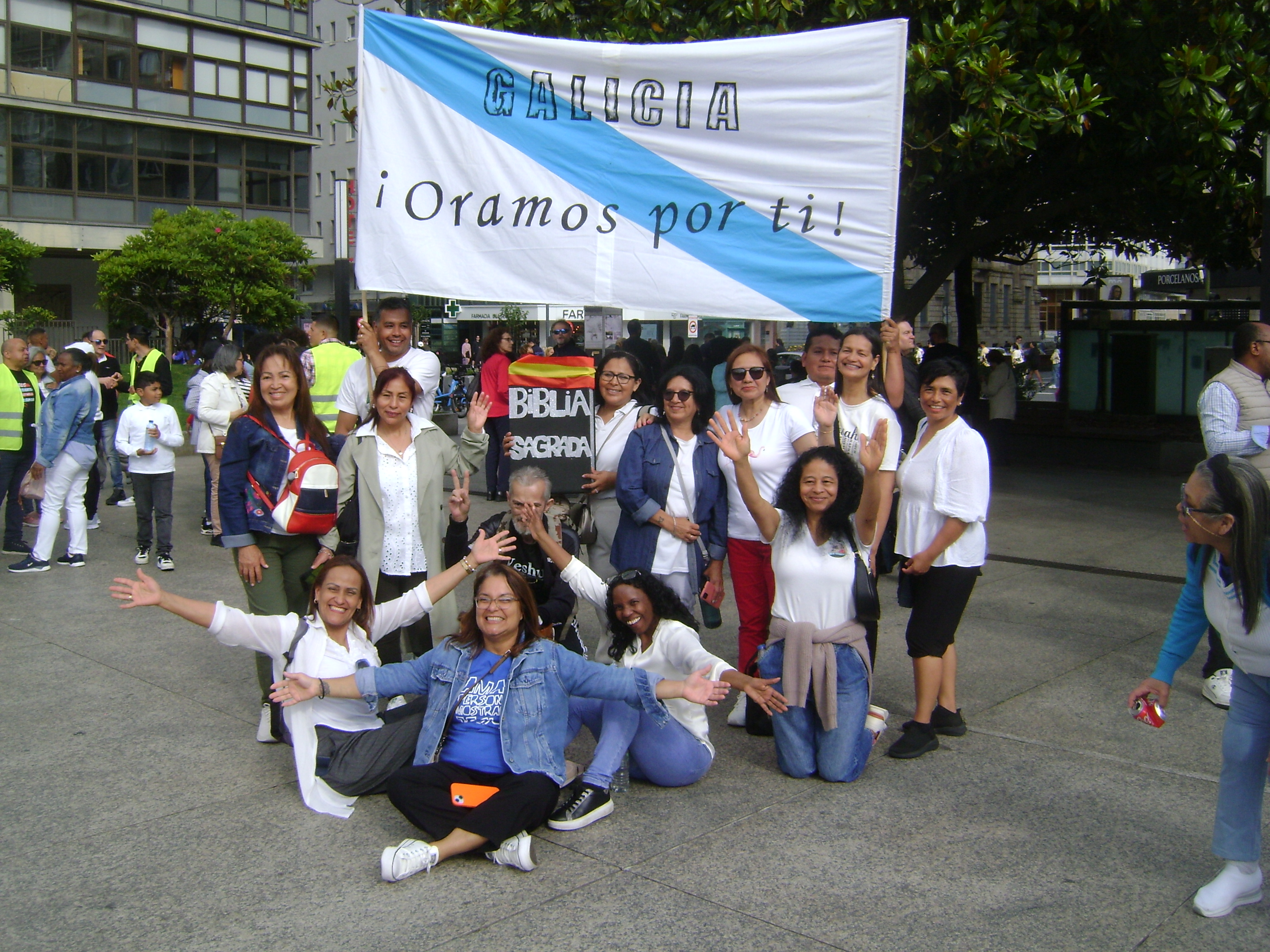
Evangélicos em Corunha, Galiza, Espanha.

Cada igreja tem uma confissão de fé particular, e comum se for membro de uma associação cristã.
A Aliança Evangélica Mundial fundada por organizações evangélicas de 21 países, na primeira reunião geral da Woudschoten (Zeist) para Holanda em 1951 estabeleceu um confissão de fé comum.
Mas, esta confissão de fé é resumida, já que toda associação cristã evangélica tem peculiaridades teológicas. Apesar das nuances nos vários movimentos evangélicos, existe um conjunto semelhante de crenças para movimentos aderentes à doutrina da Igreja de crentes, sendo os principais Anabatismo, Igreja Batista e Pentecostalismo.
Cristianismo evangélico reúne diversas movimentos da teologia evangélica, as principais sendo conservadora fundamentalista ou moderada e a liberal.
A excomunhão é usado como último recurso, por associações e igrejas para membros que não querem se arrepender de crenças ou comportamento em desacordo com a confissão de fé da comunidade.
Para a maioria dos cristãos evangélicos, a inerrância bíblica assegura que os milagres descritos na Bíblia ainda são relevantes e podem estar presentes na vida do crente. Curas, sucessos acadêmicos ou profissionais, o nascimento de uma criança após várias tentativas, o fim de um vício, etc., seriam exemplos tangíveis da intervenção de Deus com o fé e oração, pelo Espírito Santo. Na década de 1980, o movimento neo-carismático enfatizou novamente os milagres e a cura pela fé.  Em certas igrejas, um lugar especial é reservado para curas com imposição de mãos durante o serviço ou para campanhas evangelização. A cura pela fé ou cura divina é considerada uma herança de Jesus adquirida por sua morte e ressurreição.

### Diferença entre Evangelicalismo e Protestantismo
A principal distinção entre igrejas evangélicas e igrejas protestantes é a doutrina Igreja de crentes, embora haja uma "veia evangélica" mais ampla no protestantismo. As igrejas protestantes têm predominantemente uma teologia liberal, enquanto as igrejas evangélicas têm predominantemente uma teologia conservadora fundamentalista ou moderada.

### Organizações

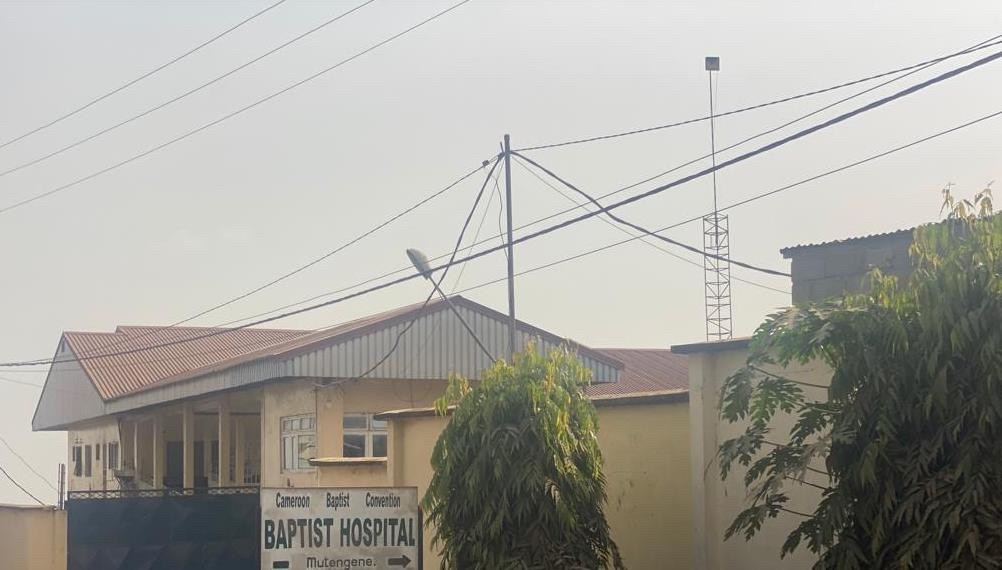
Baptist Hospital Mutengene (Tiko), membro da Convenção Batista de Camarões.

A Igreja evangélica local é a organização que representa a Igreja universal e é vista pelos evangélicos como o corpo de Jesus.  Ela é responsável pelo ensino e ordenanças, a saber, o batismo do crente e a Santa Ceia.  Embora algumas igrejas reivindiquem a sua independência, outras igrejas consideram-se autónomas e interdependentes e optam por ser membros de uma associação nacional e internacional de igrejas. Esta relação de cooperação permite o desenvolvimento de organizações comuns, para a
missão e áreas sociais, como humanitária, escolas, institutos teológicos e hospitais. Algumas associações são membros de uma aliança nacional da Aliança Evangélica Mundial.
A administração da Igreja é assegurada pelos ministros evangélicos quem são principalmente os de diácono, líder de louvor, pastor, e evangelista. Outros ministérios também podem estar presentes, como o de ancião, com funções semelhantes às do pastor. Em várias comunidades, a igreja é administrada por um conselho de anciãos, com forte ênfase na colegialidade. Quando há pastor, ele é apenas um dos membros do conselho, sem autoridade superior. O ministério de bispo com a função de supervisionar as igrejas em escala regional ou nacional está presente em todas as associações cristãs evangélicas, mesmo se o título de presidente do conselho ou superintendente geral for usado principalmente para isso função. O termo bispo é explicitamente usado em certas associações. Em algumas igrejas do movimento nova reforma apostólica, existem cinco ministérios; os de apóstolo, profeta, evangelista, pastor, professor.

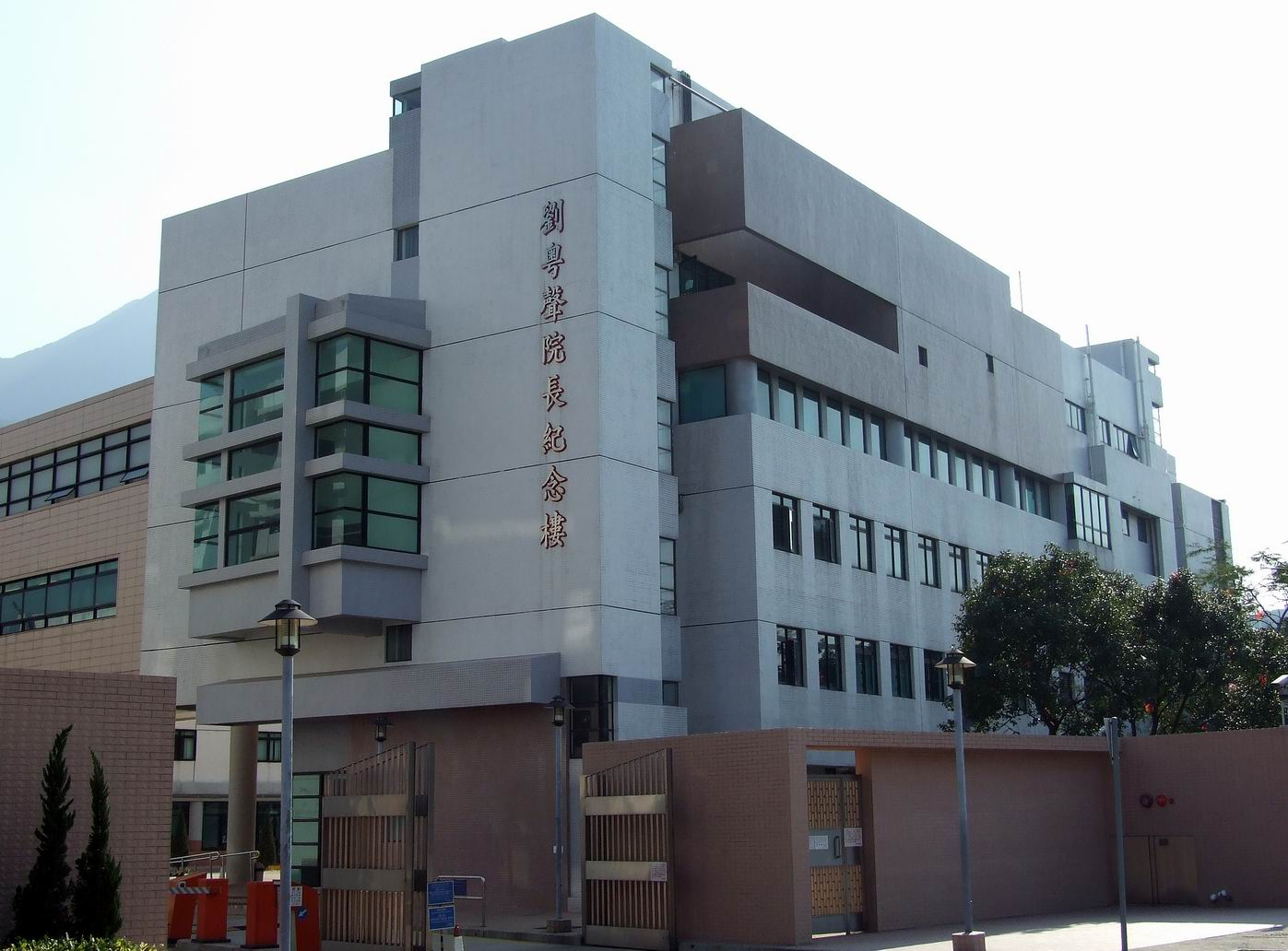
Seminário teológico batista em Hong Kong, afiliado à Convenção Batista de Hong Kong, 2008.

O treinamento de ministros ocorre em uma escola bíblica por um período de um ano (certificado) a quatro anos (licenciatura ou a mestrado) em teologia evangélica. Ministros podem se casar e ter filhos. O pastor é geralmente ordenado em uma cerimônia chamada "consagração pastoral".
Algumas associações evangélicas autorizam oficialmente a ordenação de mulheres nas igrejas. O ministério feminino é justificado pelo fato de que Maria Madalena foi escolhida por Jesus para anunciar sua ressurreição aos apóstolos. A primeira mulher batista que foi pastor consagrado é a americana Clarissa Danforth na associação Batista de Livre Arbítrio em 1815. Posteriormente, outras ordenações de pastoras também aconteceram em várias associações. Em 1882, nas Igrejas Batistas Americanas EUA. Em 1922, na União Batista da Grã-Bretanha. Nas Assembléias de Deus dos Estados Unidos, em 1927. Em 1965, na Convenção Batista Nacional, EUA. Em 1969, na Convenção Batista Nacional Progressista. Em 1975, na Igreja Quadrangular. Em 1978, nos Ministérios Batistas Australianos. Em 1980, na Convenção das Igrejas Batistas Filipinas.

### Culto

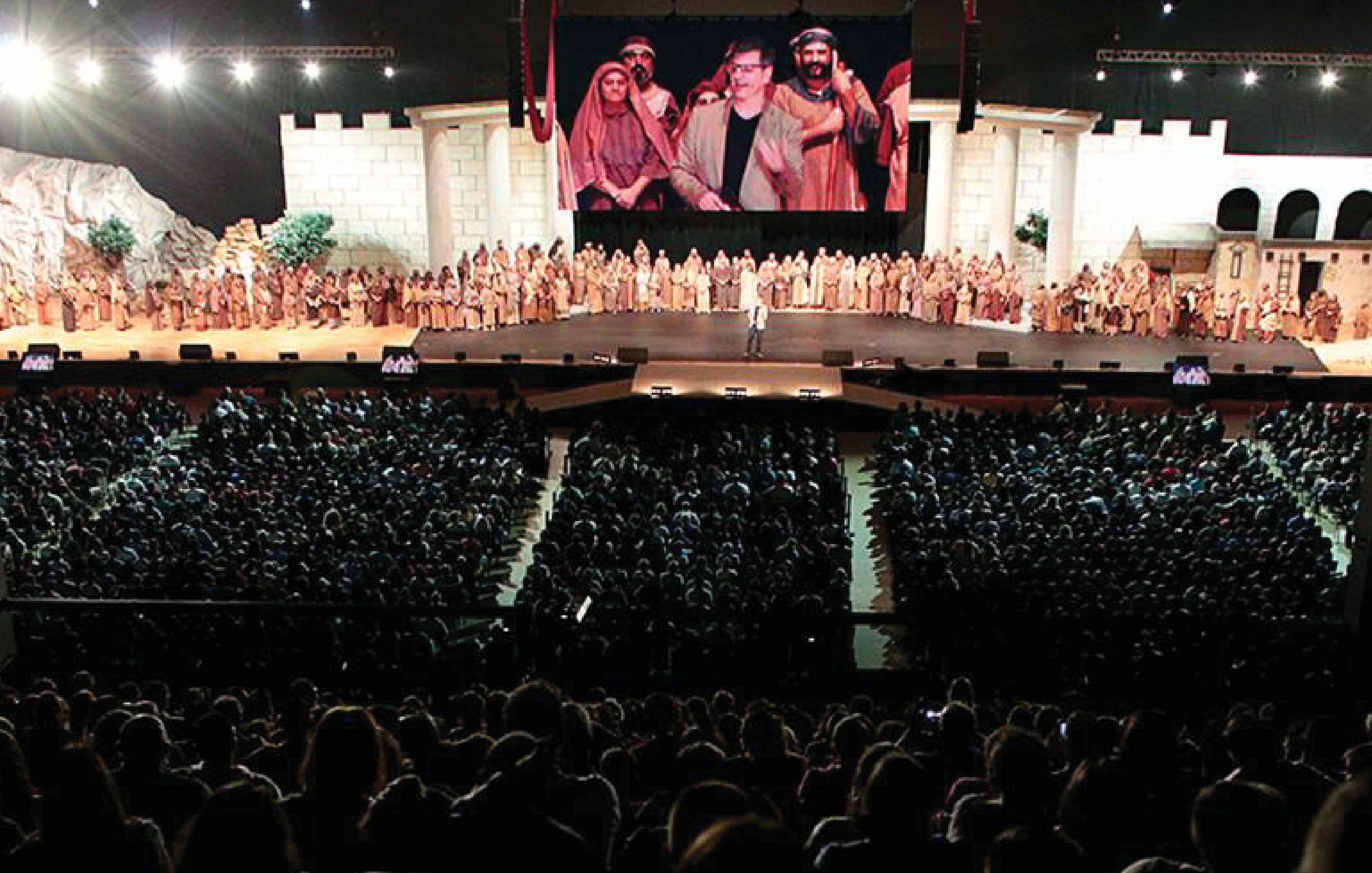
Mostra sobre a vida de Jesus em Igreja da Cidade em São José dos Campos, afiliada com a Convenção Batista Brasileira, 2017.

Nas igrejas evangélicas, o serviço, celebração ou culto é visto como um ato da adoração de Deus na vida da Igreja. Não há liturgia e a concepção do serviço de adoração é mais informal. Normalmente é dirigido por um pastor cristão. Geralmente contém duas partes principais, o louvor (música cristã) e o sermão, e periodicamente a Santa Ceia. Durante o serviço, geralmente existe uma creche para bebês. Crianças e adolescentes recebem educação adequada, escola dominical, em uma sala separada.

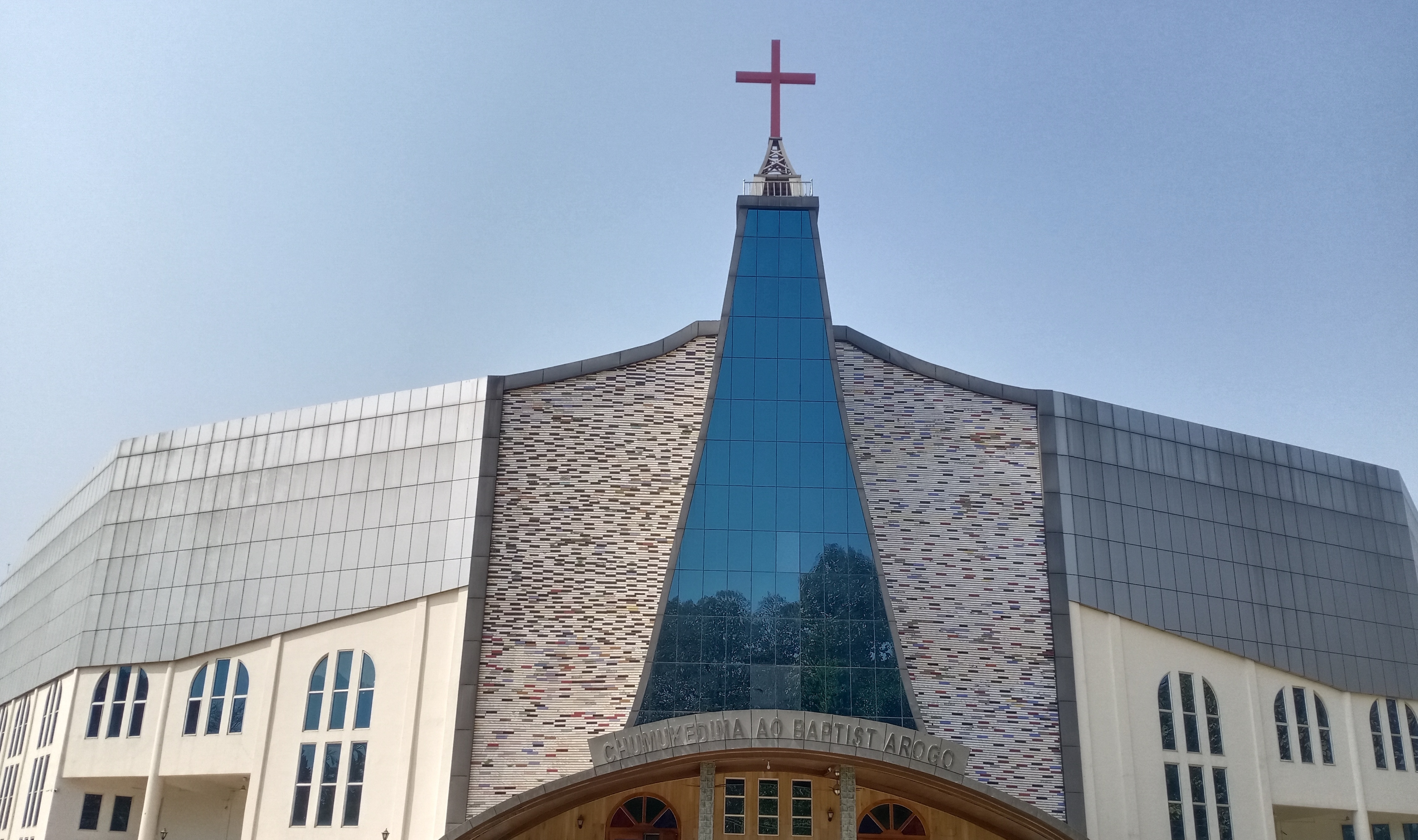
Edifício da Igreja Batista em Chumukedima, Kohima, afiliada ao Conselho da Igreja Batista de Nagaland (Índia).

Locais de serviço são geralmente chamados de "templos" ou simplesmente "edifício (de igreja)". Em algumas megaigrejas, a palavra "campus" é usada algumas vezes. A arquitetura dos locais de culto é caracterizada principalmente por sua sobriedade. A cruz latina é um dos únicos símbolos espirituais que geralmente podem ser vistos na construção de uma igreja evangélica e que identifica o pertencimento do lugar.
Alguns serviços ocorrem em teatros, escolas ou salas polivalentes, alugadas apenas para o domingo. Por causa de sua compreensão do segundo dos Dez Mandamentos, os evangélicos não têm representações materiais religiosas como estatutos, ícones ou pinturas em seus locais de culto. Geralmente há um batistério no palco do auditório (também chamado santuário) ou em uma sala separada, para batismos por imersão.
Os principais festividades cristãs celebradas pelos evangélicos são Natal, Pentecostes (pela maioria das associações evangélicas) e Páscoa para todos os crentes.
Em alguns países do mundo que aplicam a xaria ou o comunismo, as aprovações governamentais são complexas. Por causa da perseguição aos cristãos, as igrejas domésticas evangélicas desenvolveram. Por exemplo, existem movimentos evangélicos de igrejas domésticas chinesas. As reuniões acontecem em casas particulares, em segredo e em "ilegalidade".

### Educação

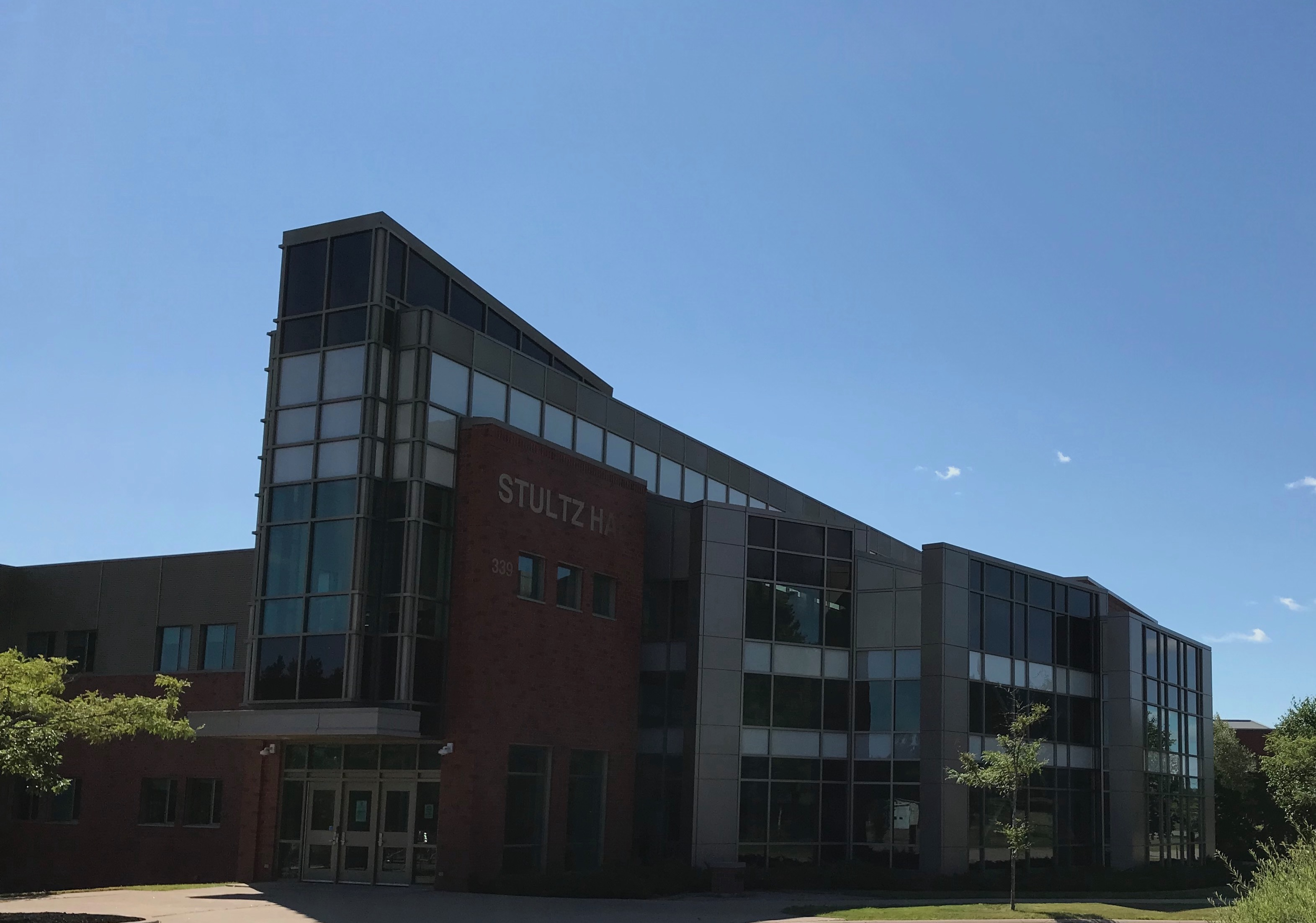
Stultz Hall, Universidade Crandall em Moncton, afiliada aos Canadian Baptists of Atlantic Canada (Ministérios Batistas Canadenses).

As igrejas evangélicas têm se envolvido no estabelecimento de escolas primárias e secundárias. Permitiu também o desenvolvimento de vários escolas bíblicas, faculdades e universidades nos Estados Unidos durante o século XIX. Outras universidades evangélicas foram estabelecidas em vários países do mundo.
A Associação Internacional de Escolas Cristãs foi fundada em 1978 por 3 associações americanas de escolas cristãs evangélicas. Várias escolas internacionais aderiram à rede. Em 2023, tinha 25.000 escolas em 100 países.
O Conselho para Faculdades e Universidades Cristãs foi fundado em 1976 pelo Christian College Consortium, uma organização universitária cristã evangélica americana, sob o nome de Coalition for Christian Colleges. Em 1999, tinha 94 escolas membros e mudou seu nome para Conselho para Faculdades e Universidades Cristãs. Em 2023, CCCU tinha 185 membros em 21 países. 150 estavam nos Estados Unidos e Canadá e 30 em 18 outros países.
O Conselho Internacional para Educação Teológica Evangélica tem suas origens em um projeto de redes regionais de institutos teológicos evangélicos na década de 1970. Em 1980, foi oficialmente fundado pela Comissão Teológica da Aliança Evangélica Mundial. Em 2023, teria 850 escolas membros em 113 países.

### Ajuda humanitária

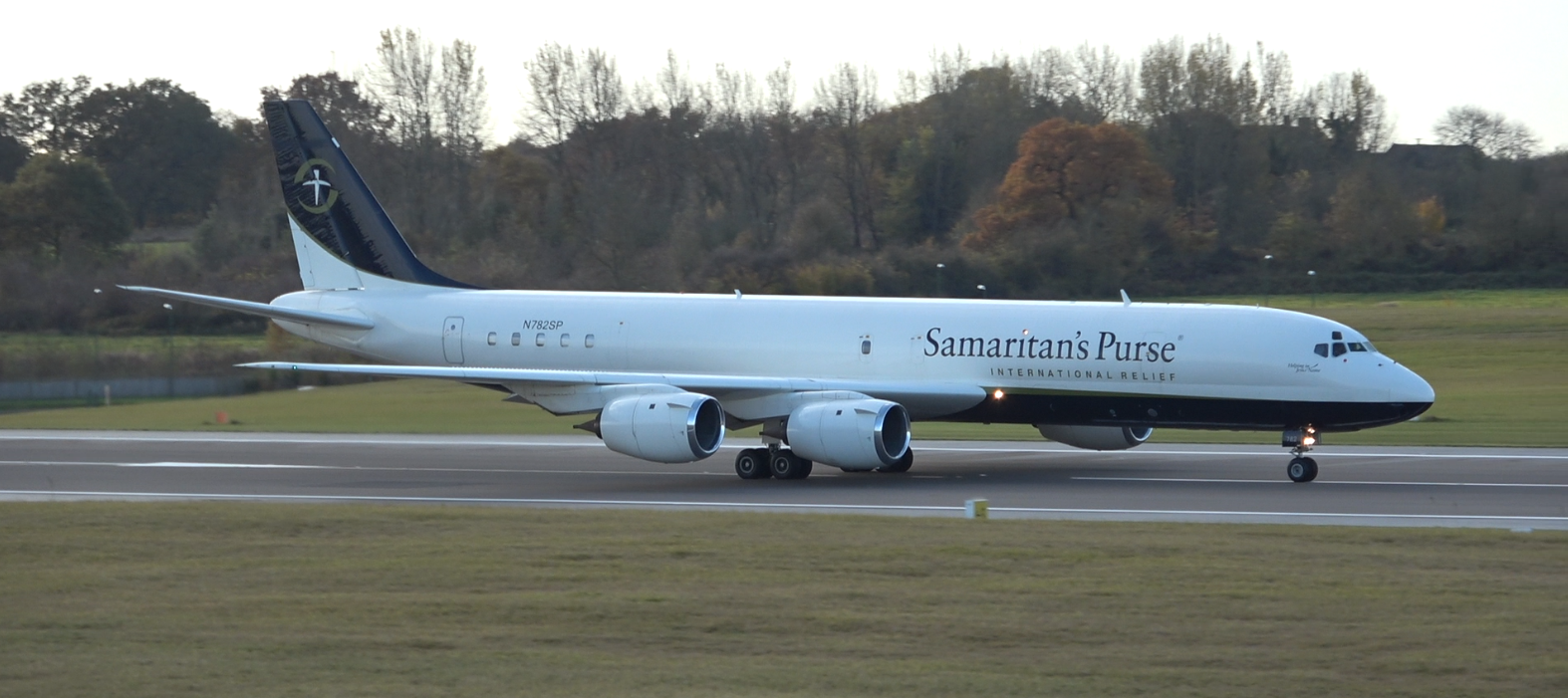
Um dos aviões Samaritan's Purse usados para o transporte de emergência de necessidades básicas e trabalhadores humanitários em Birmingham, Inglaterra, 2019.

Na década de 1940, nos Estados Unidos, o neo-evangelicalismo desenvolveu a importância de justiça social e ações humanitárias nas igrejas evangélicas. A maioria das organizações cristãs evangélicas humanitárias foi fundada na segunda metade do século XX. Entre aqueles com os países mais parceiros, houve a fundação de World Vision International (1950), Samaritan's Purse (1970), Mercy Ships (1978), Prison Fellowship International (1979), International Justice Mission (1997).

### Sexualidade

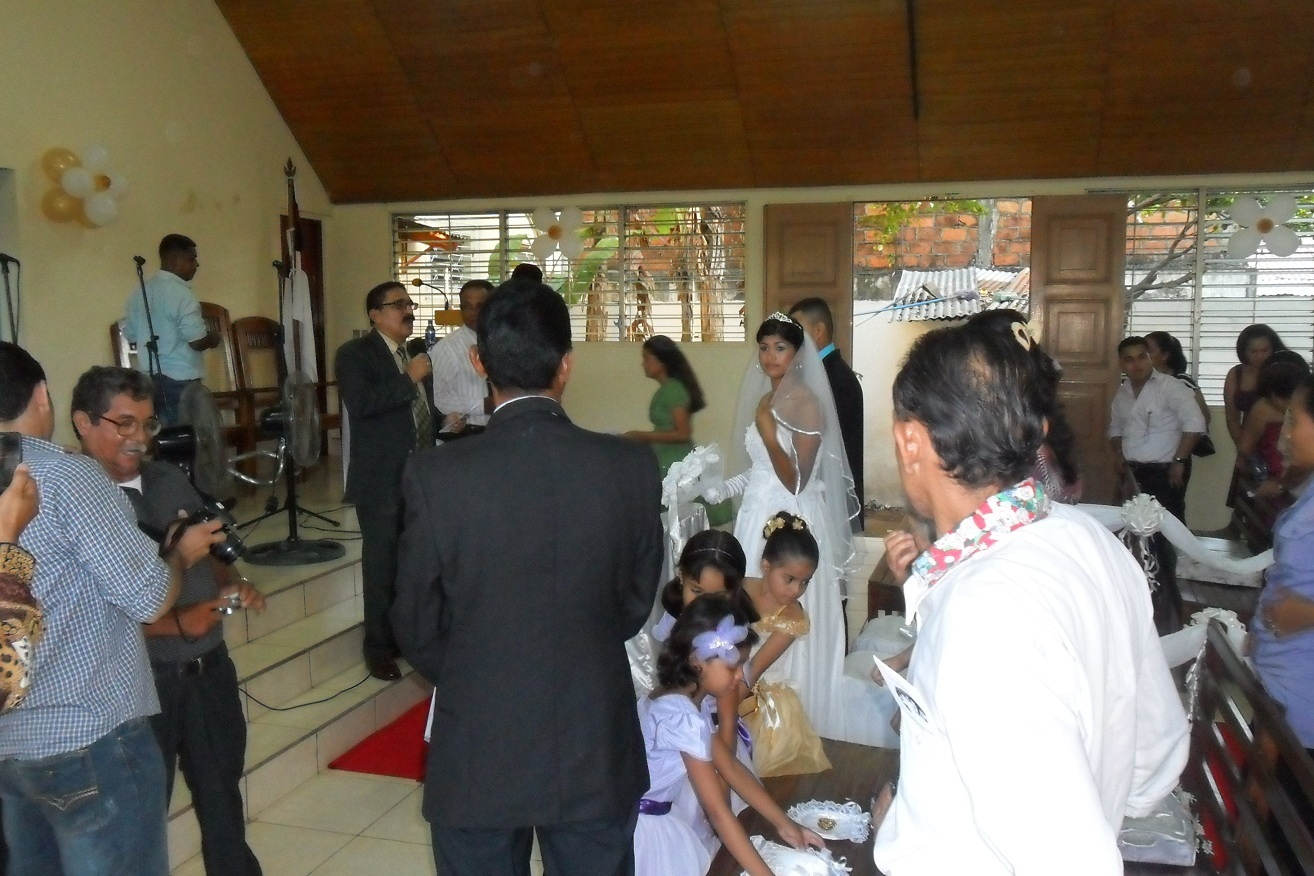
Cerimônia de casamento em Primeira Igreja batista de Rivas, Nicarágua, 2011.

Em matéria de sexualidade, várias igrejas evangélicas promovem o pacto de pureza para jovens cristãos evangélicos, que são convidados a cometer durante uma cerimônia em público em abstinência sexual até casamento cristão. Este pacto é muitas vezes simbolizado por um anel da pureza.
Nas igrejas evangélicas, jovens adultos e casais solteiros são incentivados a se casar cedo, a fim de viver uma sexualidade de acordo com a vontade de Deus.
Um estudo americano de 2009 da Campanha Nacional para Prevenir a Gravidez Não Planejada de Adolescentes relatou que 80% dos jovens evangélicos solteiros tiveram relacionamentos e que 42% estavam em um relacionamento com sexo, quando pesquisados.
A maioria das igrejas cristãs evangélicas é contra interrupção voluntária da gravidez e apoia agências de adoção e agências de apoio social para mães jovens. Organizações evangélicas como a Focus on the Family estão envolvidas no movimento pró-vida.
A maioria das associações e organizações internacionais permite planejamento familiar (contracepção).
A masturbação é vista como proibida por alguns pastores evangélicos por causa dos pensamentos sexuais que podem acompanhá-la. No entanto, pastores evangélicos apontaram que a prática foi erroneamente associada a Onan por estudiosos, que não é pecado se não praticada de maneira fantasiosa ou compulsiva, e que foi útil para um casal, se seu parceiro fosse não tinha a mesma frequência de necessidades sexuais.
Algumas igrejas evangélicas falam apenas de abstinência sexual e não falam de sexualidade no casamento. Outras igrejas evangélicas falam de sexualidade cristã como um presente de Deus e parte de um casamento cristão cumprido, em mensagens em serviços ou conferências. Muitos livros e sites evangélicos são especializados no assunto. O livro O ato conjugal publicado em 1976 pelo pastor batista Tim LaHaye e sua esposa Beverly LaHaye foi uma pioneira no campo.
A percepções da homossexualidade nas igrejas evangélicas são variadas, as principais  conservadora fundamentalista ou moderada,  liberal e neutra.  A posição  conservadora fundamentalista é muito hostil aos homossexuais e está envolvida em causas anti-gays e declarações homofóbicas. Algumas igrejas têm uma posição  conservadora moderada. Apesar de não aprovarem práticas homossexuais, mostram simpatia e respeito pelos homossexuais.  Existem também associações evangélicas internacionais liberal gay-friendly. Algumas associações evangélicas adotaram posições neutras, deixando a escolha das igrejas locais para decidirem por casamento gay.
O casamento cristão é apresentado por algumas igrejas como uma proteção contra a má conduta sexual e um passo obrigatório para obter uma posição de responsabilidade na igreja. Este conceito, no entanto, foi desafiado por numerosos escândalos sexuais envolvendo líderes evangélicos casados. Por fim, os teólogos evangélicos lembraram que o celibato deveria ser mais valorizado na Igreja hoje, pois o dom do celibato foi ensinado e vivido por Jesus Cristo e Paulo de Tarso.

## Controvérsias

### Críticas à gestão interna

#### Peculato
Desde a década de 1970, vários escândalos financeiros de peculato têm sido relatados em igrejas e organizações evangélicas. Alguns pastores e igrejas evangélicas também foram documentados por serem usados para esconder dinheiro obtido ilegalmente, até 2025. O Conselho Evangélico de Responsabilidade Financeira foi fundado em 1979 para fortalecer a integridade financeira de organizações e igrejas evangélicas que desejam voluntariamente ser membros e passar por auditorias contábeis anuais.

#### Vítimas de violência sexual, doméstica e psicológica
Algumas igrejas e organizações evangélicas foram criticadas pelas vítimas de estupro e violência doméstica pelo manejo silencioso de casos de abuso por parte de pastores ou membros.  A falta de denúncia de abuso à polícia está presente principalmente em igrejas que não são membros da associação cristã evangélica, ou afiliadas a associações que atribuem grande importância à ampla autonomia das igrejas. Na organização estudantil Chi Alpha, sua filial nos EUA esteve envolvida em muitos escândalos psicológicos e sexuais, até 2025. A organização evangélica GRACE foi fundada em 2004 por o professor batista Boz Tchividjianpara ajudar as igrejas a combater agressões sexuais, abuso psicológico e abuso físico em organizações cristãs.

#### Desvios nas promessas de cura
No Pentecostalismo, desvios acompanharam o ensino de cura pela fé. Em algumas igrejas, foi observado o preço da oração contra promessas de cura.  Alguns pastores e evangelistas foram acusados de reivindicar falsas curas. As igrejas pentecostais que proíbem o uso de medicina têm causado mortes evitáveis, por vezes resultando na condenação de pais à prisão pela morte dos seus filhos. Algumas igrejas, nos Estados Unidos ou Nigéria, aconselharam seus membros contra vacinação, dizendo que é para os fracos na fé e que com uma confissão positiva, eles estariam imunes. Esta posição não é representativa de todas as igrejas evangélicas, como indica o documento "A Cura Milagrosa", publicado em 2015 pelo Conselho Nacional dos Evangélicos da França, que menciona que medicina é um dos dons de Deus feitos aos seres humanos. Igrejas e certas organizações evangélicas humanitárias também estão envolvidas em programas de saúde médica. Muitas igrejas evangélicas também abrigaram centros de vacinação.

#### Teologia da prosperidade
Uma doutrina particularmente controversa nas igrejas evangélicas é a da teologia da prosperidade, que se espalhou nas décadas de 1970 e 1980 nos Estados Unidos, principalmente por televangelistas pentecostais e carismáticos. Esta doutrina é centrada no ensino da fé cristã como um meio de enriquecer-se financeira e materialmente, através de uma "confissão positiva" e uma contribuição para os ministérios cristãos. Promessas de cura divina e  prosperidade são garantidos em troca de certos montantes de doações. Alguns pastores fundamentalistas ameaçam aqueles que não dão o dízimo com maldições do Antigo Testamento, ataques do diabo e pobreza. Muitas vezes associada ao dízimo obrigatório, esta doutrina é por vezes comparada com um negócio religioso. Em 2012, o Conselho Nacional de Evangélicos da França publicou um documento denunciando essa doutrina, mencionando que a prosperidade era de fato possível para um crente, mas que essa teologia levada ao extremo leva ao materialismo e à idolatria, que não é a propósito do evangelho. Pastores pentecostais que aderem à teologia da prosperidade têm sido criticados por jornalistas por seu estilo de vida bling-bling (roupas luxuosas, casas grandes, carros luxuosos, avião particular, etc.) No Brasil, uma igreja foi registrada vendendo assentos especiais em uma área exclusiva, semelhante a shows.

#### Pressões financeiras
As ofertas e dízimo ocupam muito tempo nos serviços. As coletas de ofertas são múltiplas ou separadas em vários cestos ou envelopes para estimular as contribuições dos fiéis. Igrejas evangélicas que tornam o dízimo uma prática obrigatória e fiscalizada foram processadas por táticas de pressão psicológica.

#### Responsabilidade externa e controle do abuso de poder
Em 2018, o professor norte-americano Scot McKnight, do Seminário do Norte, criticou as megaigrejas evangélicas pela fraca relação de responsabilidade externa de seus líderes por não serem membros da associação cristã, expondo-os ainda mais ao abuso de poder.

### Críticas de influência política e social

#### Promoção do individualismo
Em 2011, o professor evangélico americano Ed Stetzer atribuiu ao individualismo o motivo do aumento do número de igrejas evangélicas que afirmam ser cristianismo não denominacional.

#### Baixa sensibilidade às injustiças sociais
Em 2018, o teólogo batista Russell D. Moore criticou algumas Igrejas Batistas americanas por seu moralismo enfatizando fortemente a condenação de certos pecados pessoais, mas silencioso sobre as injustiças sociais que afligem populações inteiras, como o racismo. Em 2020, a North American Baptist Fellowship, uma região da Aliança Batista Mundial, assumiu oficialmente um compromisso com a injustiça social e se manifestou contra a discriminação sistêmica no sistema de justiça dos EUA.

#### Evangelismo
O fato de os evangélicos falarem evangelismo e falam sobre sua fé em público é frequentemente criticado pela mídia e associado ao proselitismo. Segundo os evangélicos, a liberdade religiosa e a liberdade de expressão permita que eles falem sobre sua fé como qualquer outra coisa. Os filmes cristãos produzidos por produtoras evangélicas americanas também são regularmente associado ao proselitismo. De acordo com Sarah-Jane Murray, professora de roteiro na Universidade Baylor e colaborador da Christian Film and Television Commission dos EUA Unidos, os filmes cristãos são obras de arte, não proselitismo.  Para Hubert de Kerangat, gerente de comunicações da Saje distribution, distribuidor desses filmes cristãos americanos na França, se filmes cristãos são "prosélitos", todos os filmes são "prosélitos", já que cada filme transmite uma mensagem, independentemente de o espectador aprovar ou não.

#### Influência do governo patrocinada pelos EUA
O evangelicalismo tem causado controvérsia no Brasil, pois sua disseminação foi influenciada pelo governo dos Estados Unidos e por missionários americanos. O governo dos Estados Unidos e a Agência Central de Inteligência apoiaram a infiltração e expansão do evangelicalismo protestante no Brasil e em outros países latino-americanos para sustentar a hegemonia na América Latina contra cristãos e secularistas moderados e de esquerda. A disseminação do evangelicalismo influenciou a política, e levou à discriminação religiosa contra não evangélicos.